# Піщанська селищна рада
Піщанська се́лищна ра́да — адміністративно-територіальна одиниця та орган місцевого самоврядування в Тульчинському районі Вінницької області. Адміністративний центр — селище міського типу Піщанка.

## Загальні відомості
Піщанська селищна рада утворена в 2020 році.
- Територія ради: 7,789 км²
- Населення ради: 6 148 осіб (станом на 2001 рік)

## Населені пункти
Селищній раді підпорядковані населені пункти:
- смт Піщанка
- с-ще Трудове
- смт Рудниця
- с. Городище
- с. Дмитрашківка
- с. Козлівка
- с-ще Миколаївка
- с. Миролюбівка
- Попелюхи
- Рибки
- Рудницьке
- Ставки
- Чорномин
- Яворівка

## Склад ради
Рада складається з 26 депутатів та голови.
Селищний голова: Крижанівський Олександр Іванович.

### Керівний склад попередніх скликань
| Прізвище, ім'я, по батькові | Основні відомості                                                | Дата обрання | Дата звільнення |
| --------------------------- | ---------------------------------------------------------------- | ------------ | --------------- |
| Гройсман Петро Григорович   | Селищний голова, 1957 року народження, освіта вища, безпартійний | 26.03.2006   | 31.10.2010      |
| Гройсман Петро Григорович   | Селищний голова, 1957 року народження, освіта вища, безпартійний | 31.10.2010   |                 |

Примітка: таблиця складена за даними сайту Верховної Ради України

### Депутати
За результатами місцевих виборів 2010 року депутатами ради стали:

#### За суб'єктами висування
| Суб'єкт висування                                       | Кількість обраних депутатів | %    |
| ------------------------------------------------------- | --------------------------- | ---- |
| Народна партія                                          | 10                          | 33,3 |
| Самовисування                                           | 10                          | 33,3 |
| Партія регіонів                                         | 5                           | 16,7 |
| Політична партія «Сильна Україна»                       | 2                           | 6,7  |
| Партія «Селянський блок Аграрна Україна»                | 1                           | 3,3  |
| Політична партія Всеукраїнське об'єднання «Батьківщина» | 1                           | 3,3  |
| Соціалістична партія України                            | 1                           | 3,3  |

#### За округами
| № округу                                                | Прізвище, ім'я, по батькові      | Дата визнання обраним | Освіта             | Партійна приналежність                        | Відомості про обраного депутата                                       |
| ------------------------------------------------------- | -------------------------------- | --------------------- | ------------------ | --------------------------------------------- | --------------------------------------------------------------------- |
| Народна Партія                                          |                                  |                       |                    |                                               |                                                                       |
| 2                                                       | Крук Віталій Тимофійович         | 01.11.2010            | вища               | член Народної партії                          | відділ Держкомзему у Піщанському р-ні, начальник відділу              |
| 7                                                       | Десятник Анатолій Іванович       | 01.11.2010            | вища               | член Народної партії                          | Піщанська РДА, начальник відділу з питань надзвичайних ситуацій       |
| 8                                                       | Климик Олександр Михайлович      | 01.11.2010            | вища               | член Народної партії                          | СП «Піщанський сирзавод», інженер                                     |
| 9                                                       | Івашковський Сергій Дмитрович    | 01.11.2010            | вища               | позапартійний                                 | СВКП «Піщанський», агроном                                            |
| 11                                                      | Терновенко Марія Трохимівна      | 01.11.2010            | незакінчена вища   | член Народної партії                          | управління пенсійного фонду України, начальник відділу персоніфікації |
| 12                                                      | Марценюк Галина Василівна        | 01.11.2010            | вища               | позапартійна                                  | Піщанська селищна рада, секретар ради                                 |
| 22                                                      | Педик Микола Петрович            | 01.11.2010            | вища               | член Народної партії                          | ветеринарна лікарня, директор лабораторії                             |
| 25                                                      | Карауш Ігор Миколайович          | 01.11.2010            | вища               | член Народної партії                          | відділ розвитку інфраструктури РДА, начальник                         |
| 27                                                      | Монастирська Вікторія Миколаївна | 01.11.2010            | вища               | член Народної партії                          | районний центр зайнятості населення, начальник відділу                |
| 30                                                      | Бабина Валентина Степанівна      | 01.11.2010            | вища               | член Народної партії                          | управління пенсійного фонду, начальник відділу                        |
| Партія регіонів                                         |                                  |                       |                    |                                               |                                                                       |
| 1                                                       | Нікола Марія Антонівна           | 01.11.2010            | середня спеціальна | позапартійна                                  | Піщанський цех ТП № 16 Вінницької філії ВАТ «Укртелеком», оператор    |
| 16                                                      | Кушнір Борис Степанович          | 01.11.2010            | середня спеціальна | член Партії регіонів                          | Піщанське товариство мисливців та рибалок, голова                     |
| 23                                                      | Гринишина Світлана Дмитрівна     | 01.11.2010            | середня спеціальна | член Партії регіонів                          | Піщанський цех ТП № 16, оператор                                      |
| 28                                                      | Сухина Любов Олександрівна       | 01.11.2010            | середня спеціальна | член Партії регіонів                          | пожежно-страхова компанія, начальник                                  |
| 29                                                      | Карауш Валентина Леонідівна      | 01.11.2010            | вища               | член Партії регіонів                          | Піщанський цех ТП № 16, електромеханік                                |
| Партія «СЕЛЯНСЬКИЙ БЛОК АГРАРНА УКРАЇНА»                |                                  |                       |                    |                                               |                                                                       |
| 15                                                      | Заяць Олександр Іванович         | 01.11.2010            | середня спеціальна | член Політичної партії «Нова політика»        | Піщанський ДКППОН «Побутовець», майстер з ремонту взуття              |
| Політична партія Всеукраїнське об'єднання «Батьківщина» |                                  |                       |                    |                                               |                                                                       |
| 20                                                      | Храппа Анатолій Трохимович       | 01.11.2010            | вища               | член Всеукраїнського об'єднання «Батьківщина» | пенсіонер                                                             |
| Політична партія «Сильна Україна»                       |                                  |                       |                    |                                               |                                                                       |
| 3                                                       | Хміль Любов Василівна            | 01.11.2010            | середня спеціальна | член Політичної партії «Сильна Україна»       | НАТ «Плазматек», декларант власних вантажів                           |
| 4                                                       | Чорноус Валентина Іванівна       | 01.11.2010            | вища               | позапартійна                                  | центр поштового зв'язку № 12, начальник                               |
| Соціалістична партія України                            |                                  |                       |                    |                                               |                                                                       |
| 18                                                      | Коцанюк Лариса Іванівна          | 01.11.2010            | вища               | член Соціалістичної партії України            | Піщансько- Крижопілське КРУ, контролер-ревізор                        |
| Самовисування                                           |                                  |                       |                    |                                               |                                                                       |
| 5                                                       | Ременяк Василь Михайлович        | 01.11.2010            | вища               | позапартійний                                 | Піщанський РСКС, директор                                             |
| 6                                                       | Григорашенко Тамара Іванівна     | 01.11.2010            | середня спеціальна | член Партії регіонів                          | Піщанський цех ТП № 16, оператор                                      |
| 10                                                      | Скригонюк Світлана               | 01.11.2010            | вища               | член Всеукраїнського об'єднання «Батьківщина» | Піщанська НВК «Школа-гімназія І-ІІІ ст», вчитель                      |
| 13                                                      | Волощук Олексій Миколайович      | 01.11.2010            | вища               | позапартійний                                 | Піщанська селищна рада, землевпорядник                                |
| 14                                                      | Аржанович Лариса Дмитрівна       | 01.11.2010            | вища               | член Партії регіонів                          | Піщанський ТП № 16, електрик-механік                                  |
| 17                                                      | Семенюк Єфросинія Андріївна      | 01.11.2010            | вища               | позапартійна                                  | пенсіонер                                                             |
| 19                                                      | Полішевська Віра Василівна       | 01.11.2010            | вища               | член Комуністичної партії України             | пенсіонер                                                             |
| 21                                                      | Мороз Віктор Васильович          | 01.11.2010            | середня спеціальна | член Комуністичної партії України             | ТОВ "Піщанський «Райкомунсервіс», начальник                           |
| 24                                                      | Колісник Анатолій Іванович       | 01.11.2010            | вища               | позапартійний                                 | пенсіонер                                                             |
| 26                                                      | Тимощук Сергій Дмитрович         | 01.11.2010            | вища               | член Єдиного Центру                           | приватний підприємець                                                 |